# Língua siar
Siar, também chamada  Lak, Lamassa, ou Likkilikki, é uma língua austronésia falada na província de Nova Irlanda, no extremo sul dessa ilha da Papua-Nova Guiné. O Lak se classifica no subgrupo Patpatar-Tolai, o qual está no grupo Nova Irlanda das línguas oceânicas ocidentais. Seus falantes, povo Siar, vivem de agricultura e pesca.Eles chamam sua língua de ep warfare anon dat, ou seja , «nossa língua».   

## Fonologia

### Consoantes
|                | Bilabial | Dental-Alveolar | Palatal | Velar |
| -------------- | -------- | --------------- | ------- | ----- |
| Plosiva surda  | p        | t               |         | k     |
| Plosiva sonora | b        | d               |         | g     |
| Nasal          | m        | n               |         | ŋ     |
| Fricativa      | ɸ        | s               |         |       |
| Lateral        |          | l               |         |       |
| Vibrante       |          | r               |         |       |
| Aproximante    | w        |                 | y       |       |

### Vogais
|               | Frontal | Central | Posterior |
| ------------- | ------- | ------- | --------- |
| Fechada       | i       |         | u         |
| Média-fechada | ẹ       |         | ọ         |
| Média         | e       |         | o         |
| Aberta        |         | a       |           |

## Numeração
| Siar                      | Português |
| ------------------------- | --------- |
| i tik                     | Um        |
| i ru                      | Dois      |
| i tól                     | Três      |
| i at                      | Quatro    |
| i lim                     | Cinco     |
| i won                     | Seis      |
| i is                      | Sete      |
| i wol                     | Oito      |
| i siwok                   | Nove      |
| sanguli ou i tik ep bónót | Dez       |

| Siar             | Português |
| ---------------- | --------- |
| i ru ru bónót    | Vinte     |
| i tól ep bónót   | Trinta    |
| i at ep bónót    | Quarenta  |
| i lim ep bónót   | Cinquenta |
| i won ep bónót   | Sessenta  |
| i is ep bónót    | Setenta   |
| i wol ep bónót   | Oitenta   |
| i siwok ep bónót | Noventa   |
| i tik ep mar     | Cem       |

## Detalhes de pronúncia
A sílaba tônica é sempre a última da palavra. Exemplos de palavras divididas em sílabas com sua tradução: 
| Siar-Lak  | Português          |
| mam.su.ai | "espirrar"         |
| ar.ngas   | "pico da montanha" |
| far.bón   | "louvar"           |
| fet.rar   | "mulher jovem"     |

## Sílabas
O Siar Lak apresenta quatro tipos de sílabas: só vogal (V); vogal + consoante (VC); consoante + vogal (CV); consoante + vogal + consoante (CVC). Exemplos:
|     |  | Siar Lak   | Português   |
| --- |  | ---------- | ----------- |
| V   |  | u          | "tu"        |
|     |  | a.im       | "tplantar"  |
|     |  | a.i.nói    | "encher"    |
| VC  |  | ep         | "artigo"    |
|     |  | ar.ngas    | "montanha"  |
|     |  | la.un      | "viver"     |
| CV  |  | ma         | "agora"     |
|     |  | kó.bót     | "manhã"     |
|     |  | ka.bu.suk  | "meu nariz" |
|     |  | la.tu      | "amanhã"    |
| CVC |  | póp        | "poço"      |
|     |  | gósgós     | "dançar"    |
|     |  | la.man.tin | "grande"    |
|     |  | ka.kau     | "rastejar"  |

### Ortografia
Se o fonema consoante /φ/ estiver no início da palavra, sua representação é "f", mas se estiver no final da palavra, a letra será "h". Exemplo: "ep φun" se escreve "ep fun" ("banana)", mas se estiver no fim da palavra, como em "ep yaφ", será escrita "ep yah" ("fogo"). 

## Pronomes
|                |                  | Singular | Dual    | Trial / Paucal (pequenas quantidades) | Plural |
| -------------- | ---------------- | -------- | ------- | ------------------------------------- | ------ |
| 1ª exclusiva)  |                  | ya(u)/ a | mara(u) | mató~matól                            | mét    |
| 1ª (inclusiva) |                  |          | dara(u) | datól                                 | dat    |
| 2ª             |                  | u        | aura(u) | amtól                                 | amat   |
| 3ª             | Pessoal          | i        | dira(u) | diat                                  | dit    |
|                | Impessoal        |          |         |                                       | di     |
|                | Inanimado, massa |          |         |                                       | in     |

Examplo de frase:
Yau, a rak al an ka-sai an Kokopo. 
1º 1s querer 1s.POT a DIR-oeste em Kokopo 
"por mim, eu quero ir a Kokopo."

## Frases verbais
os verbos intransitivos e transitivos. Um verbo intransitivo é usado quando não há objeto direto, enquanto um verbo transitivo é usado quando há uma ação direta do objeto acontecendo. Um verbo intransitivo de comer, seria "angan", enquanto que um verbo transitivo para comer seria "yan".

## Amostra de texto
I tik ep barsan, ep rise-n i Tagorman, i kés ting o-n i tik a pukun, i sen masik. Ting o-n ep lakman ngasi-n, kai kakaruk kól anu-n, ap i kés masik tar, i sen masik.
Português
Um homem, seu nome era Tagorman, viveu em um lugar, por si próprio. Lá em seu lugar teve muitos galinhas e viveu sozinho, ele por si próprio. 